# C/2023 A3 (Цзыцзиньшань — ATLAS)
Коме́та C/2023 A3 (Цзыцзиньшань — ATLAS) была открыта на китайской обсерватории Цзыцзиньшань 9 января 2023 года; 22 февраля того же года была обнаружена независимо от первооткрывателей системой ATLAS (телескопом, расположенным в ЮАР). Комета движется по слабо-гиперболической орбите (это означает, что она, скорее всего, пролетит через Солнечную систему лишь один раз). Свой перигелий она прошла 27 сентября 2024 года на расстоянии порядка 0,39 а. е. (ок. 58 млн км) от Солнца, а максимально сблизилась с Землёй 12 октября 2024 года (на расстояние порядка 0,47 а. е., ок. 70,6 млн км). В середине октября 2024 года комета стала достаточно яркой для того, чтобы наблюдаться невооружённым глазом.

## История открытия и наблюдений

Серия снимков кометы, сделанных 10 мая 2024 года, демонстрирующих её перемещение по небесной сфере.

Комета была открыта на снимках от 9 января 2023 года, сделанных в китайской обсерватории Цзыцзиньшань; на момент обнаружения комета обладала звёздной величиной 18,7m. Результаты наблюдений были отправлены в Центр малых планет, однако они не были подтверждены какими-либо сторонними наблюдениями, поэтому данный объект на некоторое время стал считаться «потерянным». 22 февраля того же года полуметровый телескоп Южноафриканской обсерватории, работающий в рамках проекта ATLAS, получил фотографии объекта, который после вычисления его орбиты оказался идентичен небесному телу, уже открытому китайскими астрономами. Комета в итоге получила именное обозначение по названиям обеих обсерваторий. Как оказалось, комета наблюдалась ещё 22 декабря 2022 года в Паломарской обсерватории (в то время комета обладала звёздной величиной около 19,5m), но сотрудники обсерватории тогда не идентифицировали этот объект как комету или астероид.
К январю 2024 года комета достигла яркости в 13,6m. К концу апреля она поярчала до 10m, став доступной для наблюдений в небольшие телескопы и проявляя небольшой хвост. В мае и июне комета перестала наращивать свою яркость, хотя её хвост (длиной от 5 до 15 угловых минут) продолжал наблюдаться. Тогда же были высказаны предположения о том, что ядро кометы начало распадаться. Однако другие исследования дали основание полагать, что прекращение роста визуальной яркости кометы было вызвано лишь особенностями её положения между Землёй и Солнцем. В начале июля фотографическими методами у кометы был зафиксирован тонкий ионный хвост длиной порядка полутора градусов.
Последнее из наблюдений кометы, зарегистрированное в COBS («Базе данных кометных наблюдений», координируемой словенской обсерваторией Чёрный Верх) по состоянию на начало сентября 2024 года, приводило яркость кометы по состоянию на 12 августа 2024 года равной +8,2m. В последующее время (конец августа — первая половина сентября 2024 года) инструментальные наблюдения кометы были затруднены из-за её близкого расположения к Солнцу на небесной сфере (по состоянию на 26 августа 2024 элонгация кометы составляла лишь около 14 градусов). В конце августа комета попала в поле зрения космического аппарата STEREO-A; его данные дали основания полагать, что комета продолжает сохранять свою целостность и нарастила яркость до +7m

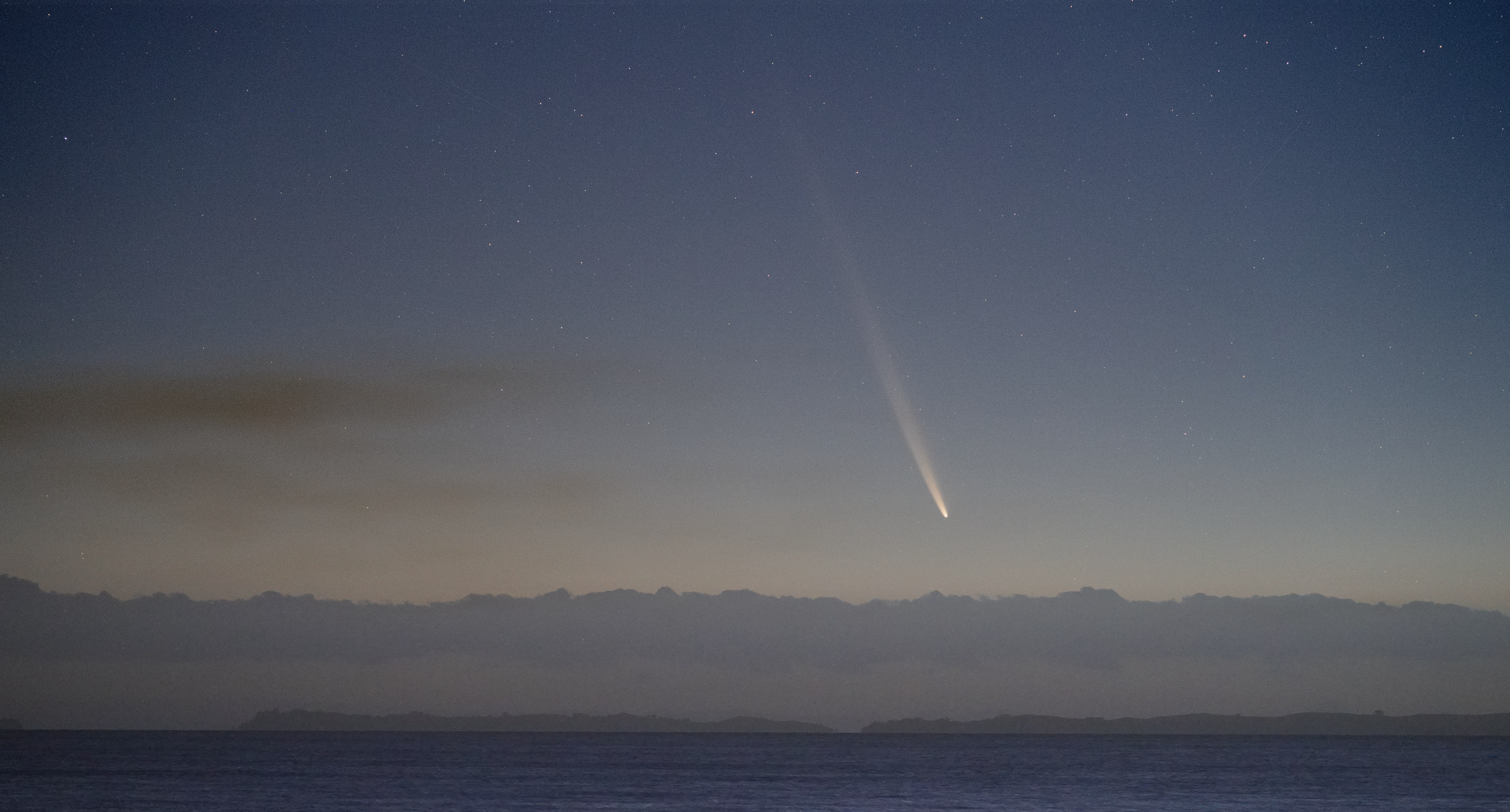
C/2023 A3, сфотографированная 28 сентября 2024 года из Новой Зеландии.

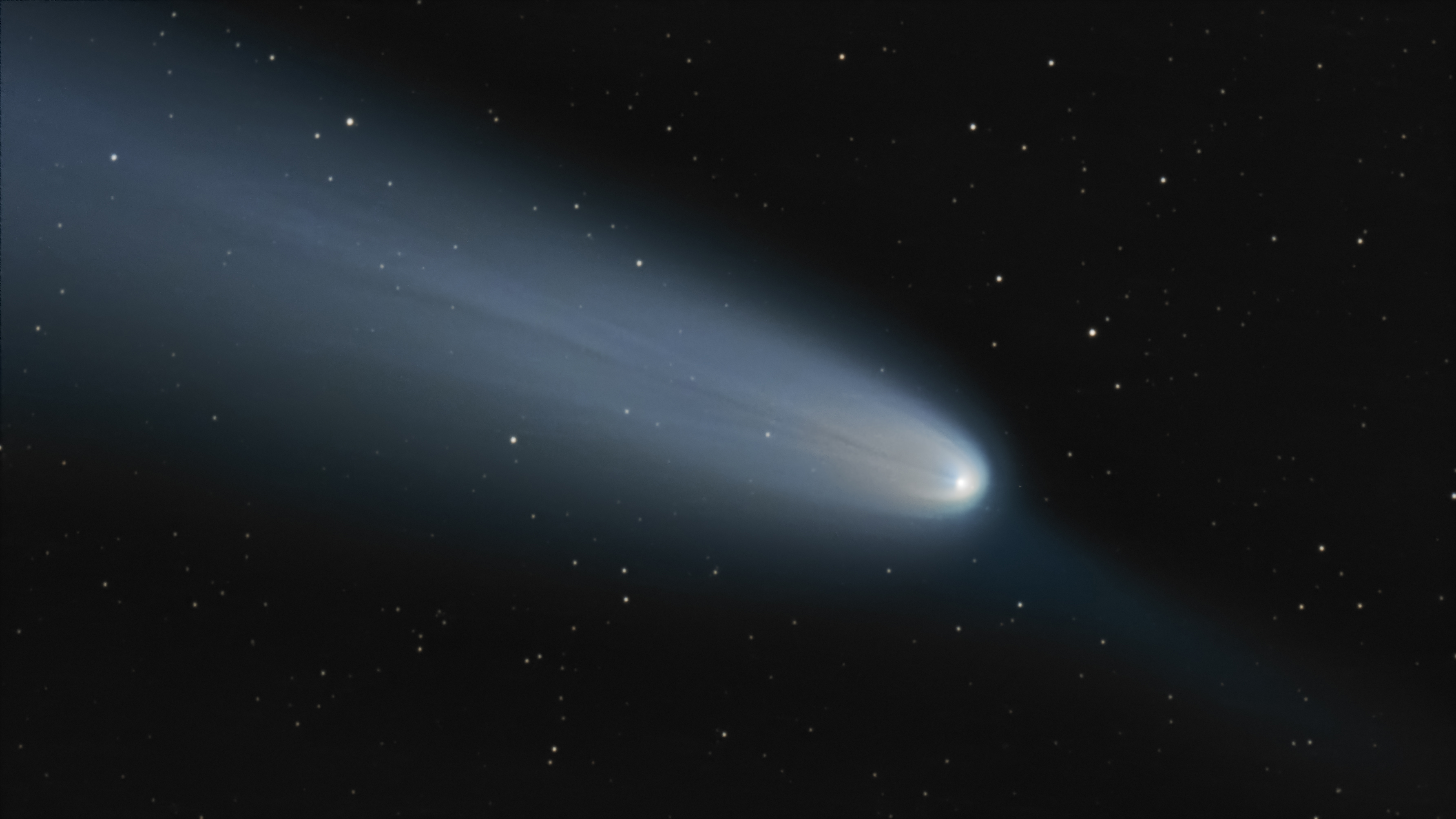
C/2023 A3, сфотографированная 19 октября через телескоп из Санкт-Петербурга.

В средней декаде сентября после периода визуального сближения кометы с Солнцем она вновь стала доступна наблюдениям: первым в утренних сумерках 11 сентября 2024 года её пронаблюдал австралийский астроном Терри Лавджой, который оценил её яркость в +5,5m. 20 сентября комета наблюдалась невооружённым глазом и фотографировалась с борта Международной космической станции. Первое сообщение о наблюдении кометы невооружённым глазом с Земли было получено 23 сентября, когда яркость кометы была оценена в 3,3m, а длина её хвоста при наблюдении в бинокль составляла около 2,5 градусов.
14 октября у кометы стал заметен антихвост.
Начиная с десятых чисел октября 2024 года комета стала доступна наблюдениям невооружённым глазом на сумеречном небе (условия для наблюдений из северного полушария Земли будут лучше, чем из южного). Оценки максимальной видимой яркости кометы (которой она, как ожидается, должна достигнуть незадолго до своего максимального сближения с Землей, 12 октября) весьма разнятся; наиболее оптимистичные оценки приводят яркость до +2m или даже нулевой звёздной величины во время максимального сближения с Землёй; более сдержанные оценки приводят цифры порядка +4m. В любом случае нужно учитывать, что прогнозирование яркости комет — чрезвычайно сложная задача, в связи с чем как оптимистичные, так и пессимистичные прогнозы могут оказаться ошибочными.
| Дата и время сближения                     | Расстояние от Земли      | Расстояние от Солнца     | Скорость относительно Земли | Скорость относительно Солнца | Созвездие | Фаза Луны | Источник |
| ------------------------------------------ | ------------------------ | ------------------------ | --------------------------- | ---------------------------- | --------- | --------- | -------- |
| 12 октября 2024, 15:18 ± 15 минут (по UTC) | 0,472 а.е. / 70,6 млн км | 0,556 а.е. / 83,2 млн км | 80,5 км/с                   | 56,5 км/с                    | Дева      | 70 %      | [ 4 ]    |

## Орбита
Комета обладает ретроградной орбитой с наклонением к плоскости эклиптики в 139°. Свой перигелий комета прошла 27 сентября 2024 года на расстоянии от Солнца примерно в 0,391 а. е. Наиболее тесное сближение с Землёй состоится 12 октября 2024 года на расстоянии около 0,47 а. е. Комета не сближалась и не сблизится с какими-либо планетами-гигантами Солнечной системы. По наиболее свежим оценкам орбита кометы представляется слабо-гиперболической (с эксцентриситетом чуть больше 1); это означает, что комета после пролёта около Солнца навсегда покинет Солнечную систему. Впрочем, предсказать влияние пролёта кометы через внутреннюю Солнечную систему на её исходную орбиту довольно сложно.

Положение кометы C/2023 A3 на небесной сфере в августе и сентябре 2024 года
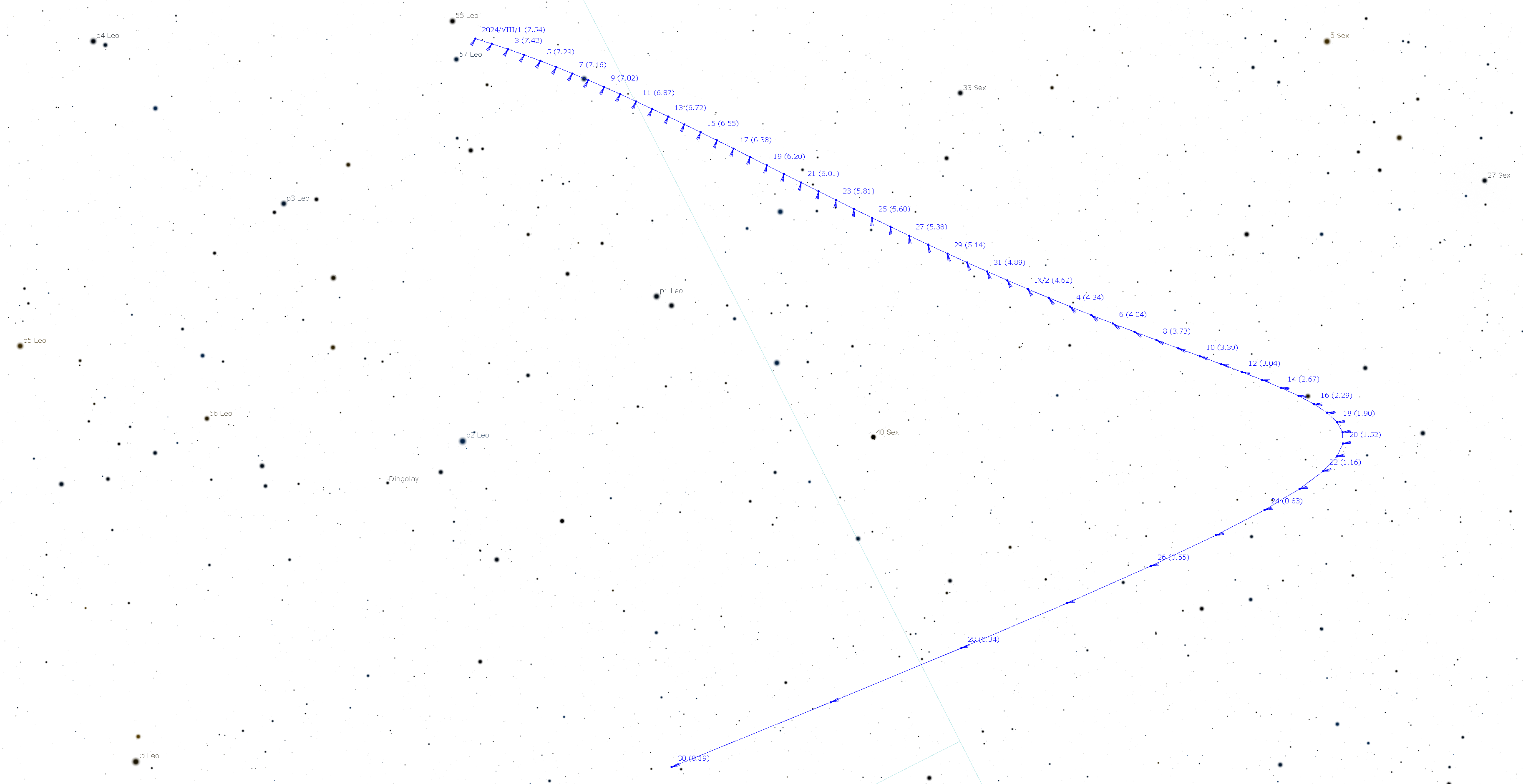
На схеме выше показано положение кометы C/2023 A3 на небесной сфере в августе и сентябре 2024 года; ожидаемая яркость кометы для каждого положения указана в скобках (данное значение следует считать лишь ориентировочным).
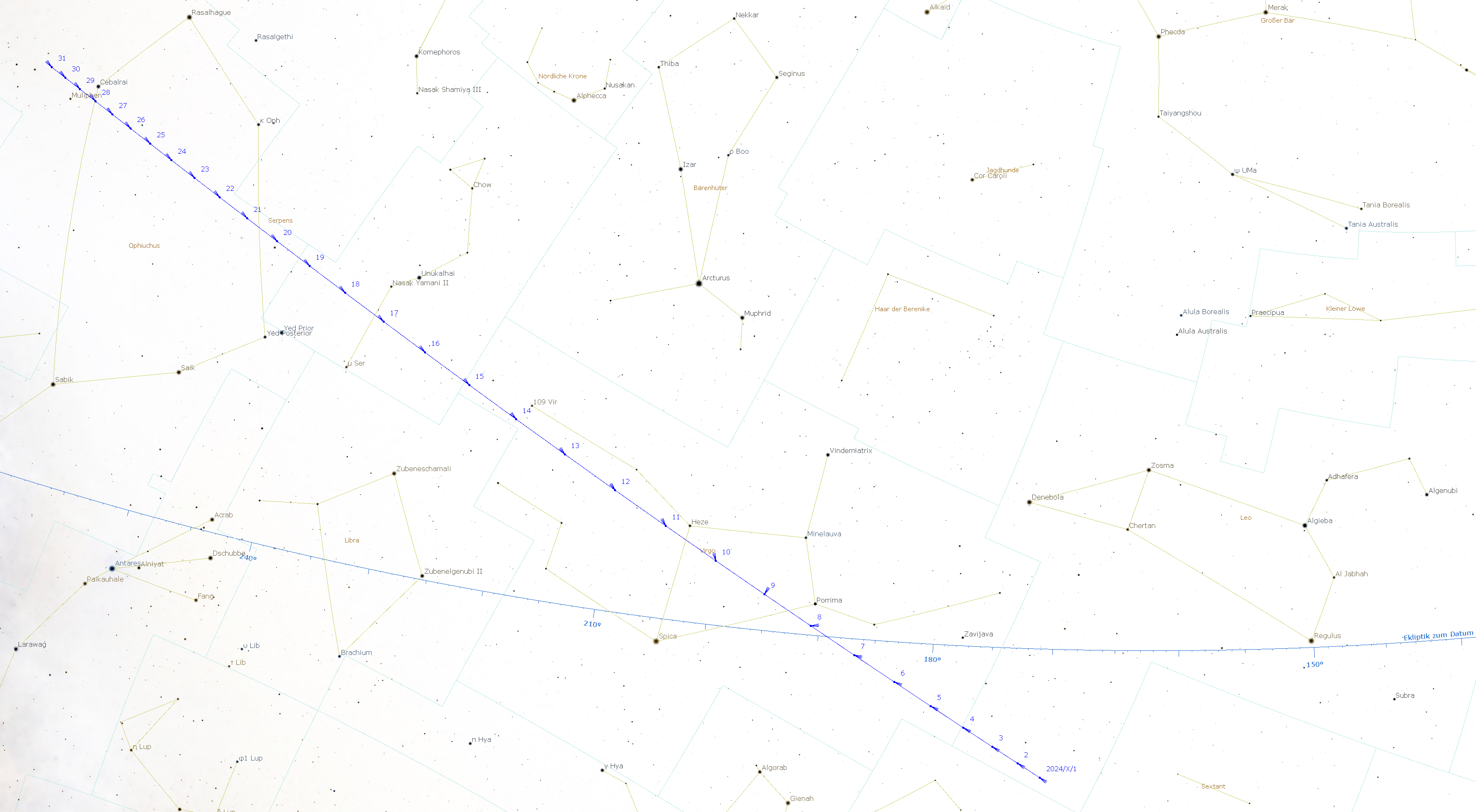
Схема выше отображает положение кометы C/2023 A3 на небесной сфере в октябре 2024 года. В октябре комета будет сначала располагаться в созвездии Лев примерно в десяти градусах к югу от эклиптики. После этого она переместится в западную часть созвездия Змея («Голова Змеи»), после чего — в созвездие Змееносец. Во второй половине октября комета будет доступна наблюдениям на западном горизонте после захода Солнца.